# Marcel Campagnac
Marcel Campagnac est un footballeur puis entraîneur français né le 1er janvier 1957 à Rabat au Maroc. 
Ce joueur évolue comme attaquant à Abbeville, Châteauroux et Limoges dans les années 1980.
Il est aujourd'hui recruteur au Stade rennais.

## Carrière de joueur
- 1974-1980 : Lille OSC
- 1980-1982 : Sporting Club Abbeville
- 1982-1983 : LB Châteauroux
- 1983-1985 : Limoges FC
- 1985-1986 : AS Beauvais[1]

## Palmarès
- Meilleur buteur du Championnat de France D2 1980-1981, groupe B avec le Sporting Club Abbeville